# Allacta megaspila
Allacta megaspila är en kackerlacksart som först beskrevs av Walker, F. 1868.  Allacta megaspila ingår i släktet Allacta och familjen småkackerlackor. Inga underarter finns listade i Catalogue of Life.